# Antonia Göransson
Antonia Pia Anna Göransson (Estocolm, 16 de setembre de 1990) és una futbolista sueca que juga com a migcampista ofensiva en el Turbine Potsdam alemany.
Va començar la seva carrera als 15 anys en el LdB Malmö, i va començar a destacar després de fitxar pel Kristianstads DFF en 2008. En 2010 va passar a la lliga alemanya, en les files del Hamburg SV.
A l'any següent, després de guanyar el bronze en el Mundial 2011, va fitxar pel Turbine Potsdam, el campió de la Bundesliga. En 2012 va jugar els Jocs Olímpics de Londres.

## Carrera
- LdB Malmö (2006-08)
- Kristianstads DFF (2008-10)
- Hamburg SV (2010-11)
- Turbine Potsdam (2011-)